# Heidelberger Landstraße 246
Der Einstellhof in der Heidelberger Landstraße 246 ist ein Bauwerk in Darmstadt-Eberstadt.

## Geschichte und Beschreibung
Der ortsgeschichtlich bedeutende historische Einstellhof „Güldene Sonne“ wurde im Jahre 1754 erbaut.
Ursprünglich gab es zwei große Tordurchfahrten.
Der Einstellhof ist ein traufständiger – mehrmals umgebauter – Putzbau mit einem Satteldach.
Die Stichbogenfenster besitzen Fenstergewände und einen angedeuteten Schlussstein aus Sandstein.

## Denkmalschutz
Der Einstellhof ist aus architektonischen, baukünstlerischen und stadtgeschichtlichen Gründen ein Kulturdenkmal.